# شهرستان نانهه
شهرستان نانهه (به لاتین: Nanhe County) یک منطقهٔ مسکونی در چین است که در شینگتای واقع شده‌است.